# Aristide Giannelli

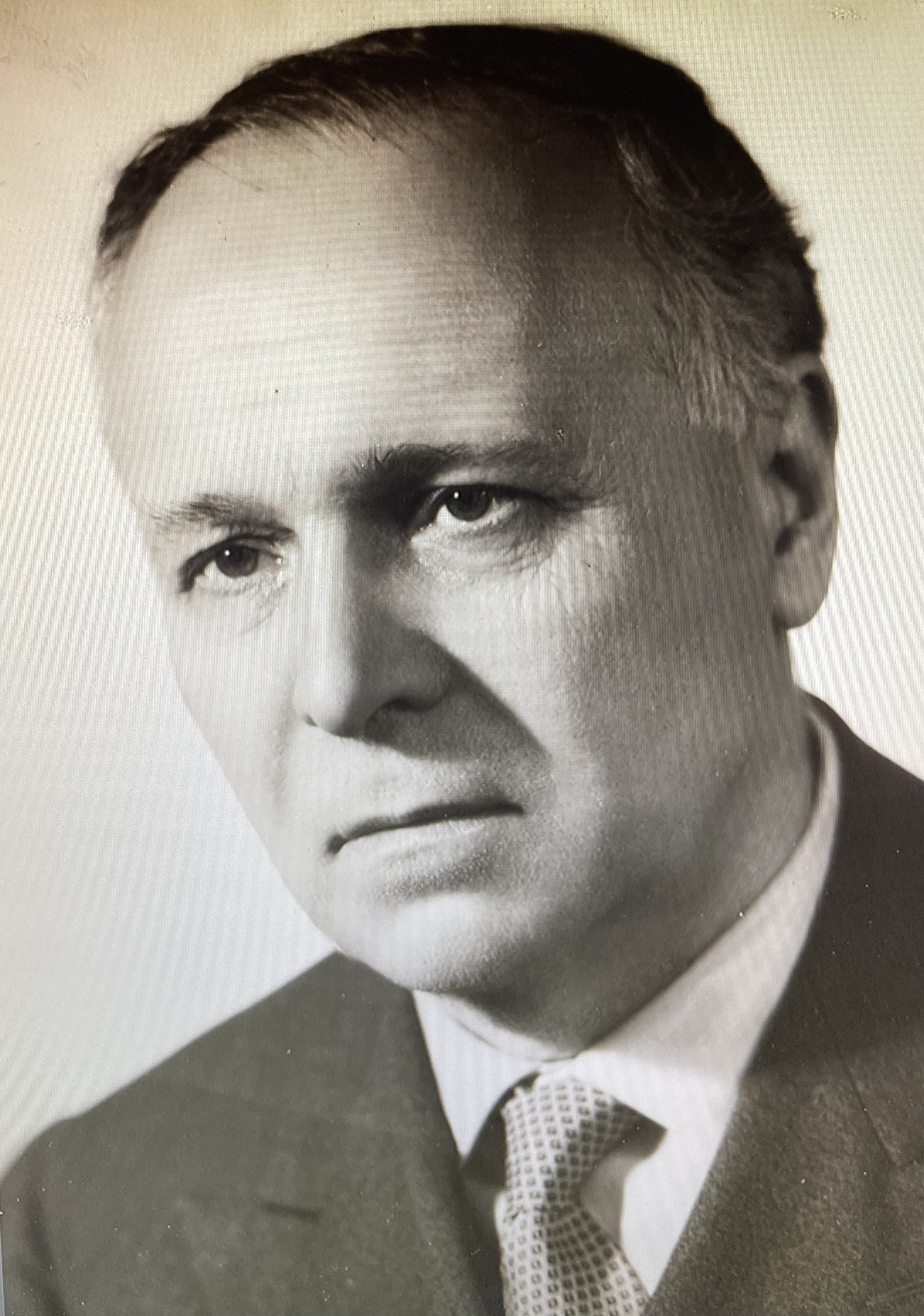
Aristide Giannelli - ritratto

Aristide Giannelli (La Spezia, 8 aprile 1888 – Roma, 1º ottobre 1970) è stato un ingegnere italiano.

## Biografia
Nacque a La Spezia l'8 aprile 1888 da Sisto Giannelli e Paolina Helde. Compiuti gli studi classici nella città natale, si trasferì a Roma nel 1906 per frequentare la Regia scuola d'applicazione per gli ingegneri, laureandosi in ingegneria civile come primo del suo corso nel 1911. Fu nominato assistente ordinario alla cattedra di meccanica applicata alle costruzioni di Cesare Ceradini; conseguì la libera docenza nel 1920, venendo incaricato dell'insegnamento di meccanica applicata e teoria dei ponti, e vinse nel 1922 il concorso per la cattedra di scienza delle costruzioni alla Regia scuola superiore d'architettura. Promosso professore ordinario nel 1925, assunse la cattedra di teoria dei ponti alla Regia scuola d'applicazione per gli ingegneri oltre che la direzione del laboratorio di prova dei materiali. Quando la scuola fu trasformata nella Facoltà di Ingegneria dell'Università degli Studi di Roma "La Sapienza" assunse l'insegnamento di costruzioni in legno ferro e cemento armato, insegnando dal 1937 scienza delle costruzioni e ricoprendo il ruolo di preside di facoltà tra il 1939 e il 1947 oltre che dal 1953 al suo pensionamento nel 1958. Al suo pensionamento, i suoi allievi e collaboratori fecero realizzare una medaglia commemorativa in metallo bronzato disegnata da Giuseppe Fortunato Pirrone.
La carriera professionale lo ha visto protagonista di numerosi interventi struttrali innovatvi, spesso nascosti da controsoffitti, che lo hanno portato a collaborare con  i maggiori architetti del periodo tra le due guerre, con alcuni dei quali stabilì rapporti duraturi e fecondi. Tra le prime opere abbiamo la ricostruzione del Duomo di Messina, distrutto dal terremoto del 1908 - 1922 arch. Francesco Valenti; la Galleria Vittorio Emanuele II sempre a Messina - 1924 arch. Camillo Puglisi Allegra; la Chiesa del Sacro cuore Immacolato a Roma - 1927 arch. Armando Brasini; la Sala di Educazione Fisica al Foro Italico- 1927 arch. Enrico Del Debbio; Scuola di Matematica presso la Città universitaria di Roma - 1934 arch. Gio Ponti;  la Basilica dei Santi Pietro e Paolo all'EUR - 1938 arch. Arnaldo Foschini; il Ponte Flaminio - 1939 architetto Armando Brasini, solo per citare alcuni lavori di cui si ha notizia certa. 
Fu membro del Consiglio superiore dei lavori pubblici oltre che del Consiglio superiore della pubblica istruzione nonché membro dei consigli di amministrazione di Ferrovie dello Stato e Azienda Nazionale Autonoma delle Strade (ANAS). Tra il 1947 e il 1956 fu consigliere comunale di Roma con la Democrazia Cristiana, ricoprendo inoltre l'incarico di assessore ai lavori pubblici nella giunta di Salvatore Rebecchini.
Sposato con Ina Isidor, ebbe tre figli, una femmina, Silvia 1915, e due maschi entrambi ingegneri: Giorgio - 1918/1985 -  che, accanto ad un'intensa attività professionale con lo Studio Carè Giannelli , ha coltivato la carriera accademica insegnando Scienza delle Costruzioni presso la facoltà di Architettura di Roma, e Paolo - 1929/1980 - che ha seguito una carriera libero professionale ed imprenditoriale principalmente nel campo dell'edilizia sociale .
Morì a Roma il 1º ottobre 1970.